# Filippo Bonanni
Filippo Bonanni (ur. 7 stycznia 1638 w Rzymie, zm. 30 marca 1725 w Rzymie) – włoski zoolog, przyrodoznawca i jezuita. Był jednym z uczniów Athanasiusa Kirchera. Interesował się przede wszystkim entomologią, ale publikował na wiele różnych tematów, takich jak anatomia czy muzyka. Stworzył również studium poświęcone lakierom.
Do zakonu jezuitów wstąpił w wieku 1654 roku, w wieku siedemnastu lat. Po zakończeniu nowicjatu, w 1656 roku, został wysłany na studia do Collegio Romana. Spotkał tam Athanasiusa Kirchera, który dostrzegł w nim talent do nauki. Jako uczeń zajmował się tworzeniem soczewek mikroskopowych, które wykorzystywał później do własnych obserwacji. Po zakończeniu edukacji został wysłany do Orvieto a później także do Ankony, gdzie pracował jako nauczyciel w miejscowych kolegiach jezuickich. Po rezygnacji Kirchera ze stanowiska profesora matematyki w Collegio Romana, zajął jego miejsce. W 1698 roku został mianowany opiekunem muzeum stworzonego przez Kirchera przy kolegium. W 1709 roku Bonanni opublikował rozległą pracę na temat zgromadzonych w nim eksponatów i urządzeń. W tej samej pracy opisał również zastosowanie lakieru do wyrobów porcelanowych. Opracował również lakier nadający się do porcelany i drewnianych mebli. Jako wykładowca posiadał rozległą wiedzę, na wiele różnych tematów, takich jak na przykład matematyka, numizmatyka czy historia kościelna. Najbardziej pasjonowały go jednak nauki przyrodnicze i to ich badaniu poświęcał najwięcej czasu. Skonstruował mikroskop posiadający trzy soczewki, według własnego projektu.
W 1681 roku ukazała się jego praca pod tytułem Ricreatione dell’occhio e della mente nell’osseruation’ delle chiocciole proposta a’curiosi delle opere della natura , poświęcona mięczakom. Zawierała ona bardzo dużą liczbę dokładnych rycin przedstawiających opisywane stworzenia. Część poglądów zaprezentowanych przez Bonanniego była jednak przestarzała, deklarował się między innymi jako zwolennik teorii samorództwa w jej arystotelejskim rozumieniu. Uważał, że w to właśnie w ten sposób doszło do powstania muszli u wielu mięczaków. Prawdopodobnie był to efekt wpływów jaki miały na niego badania Camillo Picchiego. Ricreazione del Vocchio... spotkała się z krytyką ze strony Rediego. W wydanej w 1684 roku pracy Osservazioni..., Redi mocno skrytykował Bonanniego i przeciwstawił jego poglądom badania dowodzące że wiele mięczaków i owadów rozmnaża się składając jaja. Bonanni odpowiedział na te zarzuty w 1691 roku, ale wielu uczonych przyznało rację Rediemu. Zasługą Filippo było natomiast stworzenie klasyfikacji skorup i muszli, która była później wykorzystywana przez wielu uczonych. Znacznym osiągnięciem było również stworzenie dokładnych rycin przedstawiających owady i mięczaki, były one uważane za najdokładniejsze ze wszystkich powstałych w XVII wieku. W 1720 roku opublikował kolejną pracę dotyczącą lakieru, opisywał w niej różne ich rodzaje i ich zastosowania. Praca ta była później wielokrotnie tłumaczona na inne języki i wykorzystywana przez producentów przez kilka stuleci.

## Prace

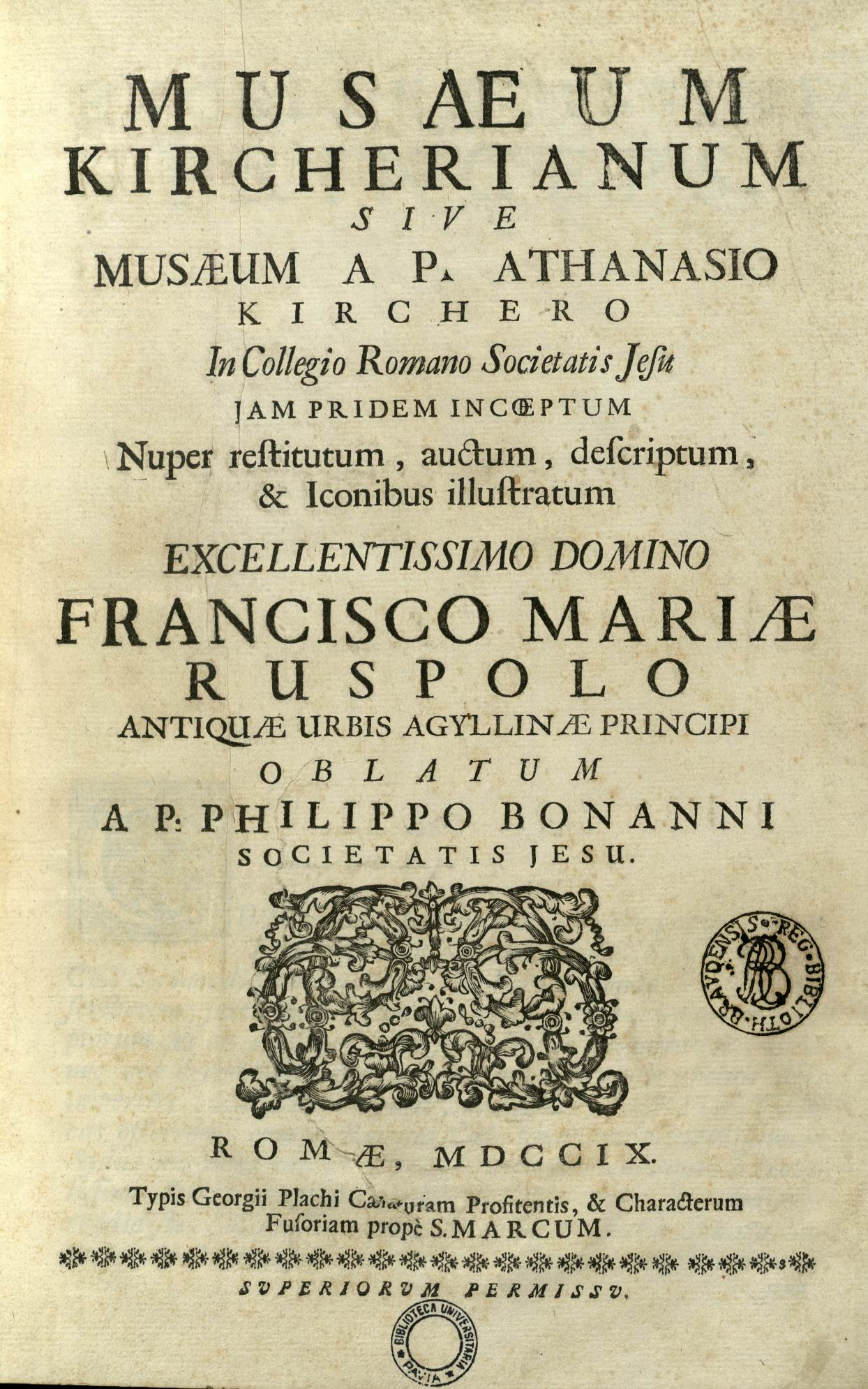
Musaeum Kircherianum, 1709

- Ricreatione dell’occhio e della mente nell’osseruation’ delle chiocciole proposta a’curiosi delle opere della natura, 1681 – była to pierwsza praca poświęcona skorupom i muszlom.
- Observationes circa viventia, qua in rebus non viventibus reperiuntur cum micrographia curiosa, 1691 – były to wyniki badań prowadzonych przy użyciu mikroskopu, Bonanni próbował udowodnić słuszność teorii samorództwa. Mimo iż broniona przez niego koncepcja została uznana za błędną, to praca ta, dzięki zawartym w niej rycinom, jest uważana za ważną.
- Numismata Pontificum Romanorum quae a tempore Martini V usque ad annum M.DC.XCIX vel authoritate publica vel privato genio in lucem prodiere, 1699 – dwutomowe studium poświęcone wybijanym przez mennicę papieską monetom.
- Musaeum Kircherianum Sive Musæum A P. Athanasio Kirchero In Collegio Romano Societatis Jesu Jam Pridem Incœptum Nuper restitutum, auctum, descriptum, & Iconibus illustratum, 1709 – katalog zawierający informacje o przedmiotach i teoriach prezentowanych w Muzeum Kirchera
- Trattato sobre la vernice detta communemente Cinese, 1720 – praca poświęcona lakierowi i jego zastosowaniom
- Gabinetto Armonico, 1723 – ryciny przedstawiające 150 różnych instrumentów muzycznych